# Río Totoral
El río Totoral es un curso natural de agua que nace de las filtraciones de la laguna del Pelado en la alta cordillera de la Región de Coquimbo y fluye con dirección general oeste hasta confluir con el río del Valle y dar origen así al río Choapa.
Según Hans Niemeyer, el Choapa nace de la confluencia de los ríos Totoral y del Valle.: 285 . Luis Risopatrón, en su Diccionario Jeográfico de Chile publicado en 1924, sostiene en la entrada para el río Chicharra (también llamado río Leiva) que el Choapa nace de la unión del Chicharra con el Totoral.: 195 
No confundir con la quebrada Totoral.

## Trayecto
Por su ribera derecha, el Totoral recibe caudales de los ríos río del Yunque, río Alitre, río Portillo y río González y por la ribera sur al río Chicharra.: 286  En el mapa de Risopatrón, es el río Leiva el que confluye con el Totoral.

## Caudal y régimen
El río Totoral es el principal afluente del río Choapa.: 285 

## Historia
Francisco Solano Asta-Buruaga y Cienfuegos escribió en 1899 en su obra póstuma Diccionario Geográfico de la República de Chile sobre el río:
Totoral (Río del).-—En el departamento de Illapel. Nace por las inmediaciones de los arranques del cerro del Mercenario, bajando de allí á formar con otros arroyos una laguna mediana en medio de esas sierras de los Andes, desde donde procede al SO. á juntarse con el del Potrero Largo, cuya confluencia con el Leiva es la cabecera del río Chuapa.
Luis Risopatrón lo describe en su Diccionario Jeográfico de Chile (1924):: 894 
Totoral (Río del). Recibe las aguas de las faldas W del cordón limitáneo con la Arjentina i corre hácia el NW i W mui encajonado, sin presentar riberas utilizables; baja 2200 m en 40 kilómetros, se encorva hacia el SW i se junta con el de la Chicharra, para formar el río Choapa. No se transita el sendero de la parte inferior del cajón, por ser mui estrecho para los animales cargados.